# Sot de les Pedres

El Sot de les Pedres, respecte del terme de Castellcir

El Sot de les Pedres és un sot del terme municipal de Castellcir, a la comarca del Moianès.
És a la zona central-nord del terme de Castellcir, a prop i al sud-oest de Santa Coloma Sasserra. És al nord de la Baga de la Talladella, a l'esquerra de la Riera de Santa Coloma, al nord de la urbanització de la Penyora i al nord-oest del turó de la Penyora de Serracaixeta, al nord del Pla de Can Moianès i a ponent de la masia de Serracaixeta.

## Etimologia
Es tracta d'un topònim romànic modern de caràcter descriptiu, generat ja en català; és un sot amb gran abundor de pedres.